# Lecidea confluens
Lecidea confluens är en lavart som först beskrevs av Georg Heinrich Weber, och fick sitt nu gällande namn av Erik Acharius. Lecidea confluens ingår i släktet Lecidea och familjen Lecideaceae.  Arten är reproducerande i Sverige. Inga underarter finns listade i Catalogue of Life.